# Spice Girls/Diskografie
Diese Diskografie ist eine Übersicht über die musikalischen Werke der britischen Pop-Girlgroup Spice Girls. Den Quellenangaben zufolge hat sie bisher mehr als 85 Millionen Tonträger verkauft, davon alleine in ihrer Heimat über 14 Millionen. Ihre erfolgreichste Veröffentlichung ist das Debütalbum Spice mit über 23 Millionen verkauften Einheiten.

## Alben

### Studioalben
| Jahr | Titel Musiklabel                | Höchstplatzierung, Gesamtwochen, AuszeichnungChartplatzierungen (Jahr, Titel, Musiklabel, Platzierungen, Wochen, Auszeichnungen, Anmerkungen) | Höchstplatzierung, Gesamtwochen, AuszeichnungChartplatzierungen (Jahr, Titel, Musiklabel, Platzierungen, Wochen, Auszeichnungen, Anmerkungen) | Höchstplatzierung, Gesamtwochen, AuszeichnungChartplatzierungen (Jahr, Titel, Musiklabel, Platzierungen, Wochen, Auszeichnungen, Anmerkungen) | Höchstplatzierung, Gesamtwochen, AuszeichnungChartplatzierungen (Jahr, Titel, Musiklabel, Platzierungen, Wochen, Auszeichnungen, Anmerkungen) | Höchstplatzierung, Gesamtwochen, AuszeichnungChartplatzierungen (Jahr, Titel, Musiklabel, Platzierungen, Wochen, Auszeichnungen, Anmerkungen) | Anmerkungen                                                   |
| Jahr | Titel Musiklabel                | DE | AT | CH | UK | US | Anmerkungen                                                   |
| ---- | ------------------------------- | --- | --- | --- | --- | --- | ------------------------------------------------------------- |
| 1996 | Spice Virgin Records (EMI)      | DE6 ×3Dreifachgold · (46 Wo.)DE | AT1 Platin · (34 Wo.)AT | CH5 ×2Doppelplatin · (47 Wo.)CH | UK1 ×10Zehnfachplatin · (95 Wo.)UK | US1 ×7Siebenfachplatin · (105 Wo.)US | Erstveröffentlichung: 4. November 1996 Verkäufe: + 23.000.000 |
| 1997 | Spiceworld Virgin Records (EMI) | DE4 Platin · (44 Wo.)DE | AT1 Platin · (40 Wo.)AT | CH2 ×2Doppelplatin · (31 Wo.)CH | UK1 ×5Fünffachplatin · (67 Wo.)UK | US3 ×4Vierfachplatin · (74 Wo.)US | Erstveröffentlichung: 3. November 1997 Verkäufe: + 20.000.000 |
| 2000 | Forever Virgin Records (EMI)    | DE6 Gold · (8 Wo.)DE | AT10 Gold · (7 Wo.)AT | CH11 Platin · (9 Wo.)CH | UK2 Platin · (10 Wo.)UK | US39 (7 Wo.)US | Erstveröffentlichung: 6. November 2000 Verkäufe: + 1.142.529  |

### Kompilationen
| Jahr | Titel Musiklabel                   | Höchstplatzierung, Gesamtwochen, AuszeichnungChartplatzierungen (Jahr, Titel, Musiklabel, Platzierungen, Wochen, Auszeichnungen, Anmerkungen) | Höchstplatzierung, Gesamtwochen, AuszeichnungChartplatzierungen (Jahr, Titel, Musiklabel, Platzierungen, Wochen, Auszeichnungen, Anmerkungen) | Höchstplatzierung, Gesamtwochen, AuszeichnungChartplatzierungen (Jahr, Titel, Musiklabel, Platzierungen, Wochen, Auszeichnungen, Anmerkungen) | Höchstplatzierung, Gesamtwochen, AuszeichnungChartplatzierungen (Jahr, Titel, Musiklabel, Platzierungen, Wochen, Auszeichnungen, Anmerkungen) | Höchstplatzierung, Gesamtwochen, AuszeichnungChartplatzierungen (Jahr, Titel, Musiklabel, Platzierungen, Wochen, Auszeichnungen, Anmerkungen) | Anmerkungen                                                |
| Jahr | Titel Musiklabel                   | DE | AT | CH | UK | US | Anmerkungen                                                |
| ---- | ---------------------------------- | --- | --- | --- | --- | --- | ---------------------------------------------------------- |
| 2007 | Greatest Hits Virgin Records (EMI) | DE50 (1 Wo.)DE | AT70 (1 Wo.)AT | CH52 (2 Wo.)CH | UK2 ×2Doppelplatin · (34 Wo.)UK | US93 (4 Wo.)US | Erstveröffentlichung: 9. November 2007 Verkäufe: + 782.500 |

## Singles

### Als Leadmusikerinnen
| Jahr | Titel Album                                     | Höchstplatzierung, Gesamtwochen, AuszeichnungChartplatzierungen (Jahr, Titel, Album, Platzierungen, Wochen, Auszeichnungen, Anmerkungen) | Höchstplatzierung, Gesamtwochen, AuszeichnungChartplatzierungen (Jahr, Titel, Album, Platzierungen, Wochen, Auszeichnungen, Anmerkungen) | Höchstplatzierung, Gesamtwochen, AuszeichnungChartplatzierungen (Jahr, Titel, Album, Platzierungen, Wochen, Auszeichnungen, Anmerkungen) | Höchstplatzierung, Gesamtwochen, AuszeichnungChartplatzierungen (Jahr, Titel, Album, Platzierungen, Wochen, Auszeichnungen, Anmerkungen) | Höchstplatzierung, Gesamtwochen, AuszeichnungChartplatzierungen (Jahr, Titel, Album, Platzierungen, Wochen, Auszeichnungen, Anmerkungen) | Anmerkungen                                                   |
| Jahr | Titel Album                                     | DE | AT | CH | UK | US | Anmerkungen                                                   |
| ---- | ----------------------------------------------- | --- | --- | --- | --- | --- | ------------------------------------------------------------- |
| 1996 | Wannabe Spice                                   | DE1 Platin · (22 Wo.)DE | AT2 (15 Wo.)AT | CH1 Gold · (24 Wo.)CH | UK1 ×4Vierfachplatin · (26 Wo.)UK | US1 Platin · (23 Wo.)US | Erstveröffentlichung: 26. Juni 1996 Verkäufe: + 7.000.000     |
| 1996 | Say You’ll Be There Spice                       | DE16 (14 Wo.)DE | AT7 (12 Wo.)AT | CH4 (14 Wo.)CH | UK1 ×2Doppelplatin · (21 Wo.)UK | US3 Gold · (20 Wo.)US | Erstveröffentlichung: 10. Oktober 1996 Verkäufe: + 2.030.000  |
| 1996 | 2 Become 1 Spice                                | DE13 (17 Wo.)DE | AT9 (13 Wo.)AT | CH10 (16 Wo.)CH | UK1 ×2Doppelplatin · (23 Wo.)UK | US4 Gold · (24 Wo.)US | Erstveröffentlichung: 16. Dezember 1996 Verkäufe: + 2.110.000 |
| 1997 | Mama / Who Do You Think You Are Spice           | DE4 Gold · (17 Wo.)DE | AT1 (15 Wo.)AT | CH6 (16 Wo.)CH | UK1 Platin · (20 Wo.)UK | — | Erstveröffentlichung: 27. Februar 1997 Verkäufe: + 1.256.000  |
| 1997 | Spice Up Your Life Spiceworld                   | DE14 (12 Wo.)DE | AT12 (12 Wo.)AT | CH5 (15 Wo.)CH | UK1 ×2Doppelplatin · (19 Wo.)UK | US18 Gold · (20 Wo.)US | Erstveröffentlichung: 6. Oktober 1997 Verkäufe: + 2.160.000   |
| 1997 | Too Much Spiceworld                             | DE21 (12 Wo.)DE | AT15 (12 Wo.)AT | CH18 (12 Wo.)CH | UK1 Platin · (18 Wo.)UK | US9 (19 Wo.)US | Erstveröffentlichung: 8. Dezember 1997 Verkäufe: + 765.000    |
| 1998 | Stop Spiceworld                                 | DE35 (9 Wo.)DE | AT12 (12 Wo.)AT | CH20 (12 Wo.)CH | UK2 Platin · (20 Wo.)UK | US16 (19 Wo.)US | Erstveröffentlichung: 9. März 1998 Verkäufe: + 961.000        |
| 1998 | Viva Forever Spiceworld                         | DE4 Gold · (22 Wo.)DE | AT4 (15 Wo.)AT | CH3 Gold · (22 Wo.)CH | UK1 Platin · (16 Wo.)UK | — | Erstveröffentlichung: 20. Juli 1998 Verkäufe: + 1.318.000     |
| 1998 | Goodbye Forever                                 | DE17 (10 Wo.)DE | AT13 (9 Wo.)AT | CH8 (11 Wo.)CH | UK1 Platin · (21 Wo.)UK | US11 Gold · (11 Wo.)US | Erstveröffentlichung: 7. Dezember 1998 Verkäufe: + 1.772.000  |
| 2000 | Holler / Let Love Lead the Way Forever          | DE17 (9 Wo.)DE | AT24 (3 Wo.)AT | CH15 (10 Wo.)CH | UK1 Silber · (21 Wo.)UK | — | Erstveröffentlichung: 23. Oktober 2000 Verkäufe: + 362.000    |
| 2007 | Headlines (Friendship Never Ends) Greatest Hits | DE46 (3 Wo.)DE | AT67 (1 Wo.)AT | — | UK11 (6 Wo.)UK | — | Erstveröffentlichung: 5. November 2007                        |

### Als Gastmusikerinnen
| Jahr | Titel Album                                    | Höchstplatzierung, Gesamtwochen, AuszeichnungChartplatzierungen (Jahr, Titel, Album, Platzierungen, Wochen, Auszeichnungen, Anmerkungen) | Höchstplatzierung, Gesamtwochen, AuszeichnungChartplatzierungen (Jahr, Titel, Album, Platzierungen, Wochen, Auszeichnungen, Anmerkungen) | Höchstplatzierung, Gesamtwochen, AuszeichnungChartplatzierungen (Jahr, Titel, Album, Platzierungen, Wochen, Auszeichnungen, Anmerkungen) | Höchstplatzierung, Gesamtwochen, AuszeichnungChartplatzierungen (Jahr, Titel, Album, Platzierungen, Wochen, Auszeichnungen, Anmerkungen) | Höchstplatzierung, Gesamtwochen, AuszeichnungChartplatzierungen (Jahr, Titel, Album, Platzierungen, Wochen, Auszeichnungen, Anmerkungen) | Anmerkungen                                                                                 |
| Jahr | Titel Album                                    | DE | AT | CH | UK | US | Anmerkungen                                                                                 |
| ---- | ---------------------------------------------- | --- | --- | --- | --- | --- | ------------------------------------------------------------------------------------------- |
| 1998 | (How Does It Feel to Be) On Top of the World – | — | — | — | UK9 (11 Wo.)UK | — | Erstveröffentlichung: 30. Mai 1998 mit England United                                       |
| 1999 | It’s Only Rock ’n’ Roll (But I Like It) –      | — | — | CH92 (2 Wo.)CH | UK19 (10 Wo.)UK | — | Erstveröffentlichung: 9. Dezember 1999 mit Children’s Promise; Original: The Rolling Stones |

## Videoalben und Musikvideos

### Videoalben
| Jahr | Titel Musiklabel                                                                       | Höchstplatzierung, Gesamtwochen, AuszeichnungChartplatzierungen (Jahr, Titel, Musiklabel, Platzierungen, Wochen, Auszeichnungen, Anmerkungen) | Höchstplatzierung, Gesamtwochen, AuszeichnungChartplatzierungen (Jahr, Titel, Musiklabel, Platzierungen, Wochen, Auszeichnungen, Anmerkungen) | Höchstplatzierung, Gesamtwochen, AuszeichnungChartplatzierungen (Jahr, Titel, Musiklabel, Platzierungen, Wochen, Auszeichnungen, Anmerkungen) | Höchstplatzierung, Gesamtwochen, AuszeichnungChartplatzierungen (Jahr, Titel, Musiklabel, Platzierungen, Wochen, Auszeichnungen, Anmerkungen) | Höchstplatzierung, Gesamtwochen, AuszeichnungChartplatzierungen (Jahr, Titel, Musiklabel, Platzierungen, Wochen, Auszeichnungen, Anmerkungen) | Anmerkungen                                                 |
| Jahr | Titel Musiklabel                                                                       | DE | AT | CH | UK | US | Anmerkungen                                                 |
| ---- | -------------------------------------------------------------------------------------- | --- | --- | --- | --- | --- | ----------------------------------------------------------- |
| 1997 | One Hour of Girl Power – The Official Video Vol. 1 Virgin Records (EMI)                | — | — | — | UK1 ×1313-fach-Platin · (90 Wo.)UK | US2 (59 Wo.)US | Erstveröffentlichung: 14. April 1997 Verkäufe: + 730.000    |
| 1997 | Girl Power! Live in Istanbul – Plus Girls Talk! The Story So Far… Virgin Records (EMI) | — | — | — | UK1 ×5Fünffachplatin · (66 Wo.)UK | US1 (54 Wo.)US | Erstveröffentlichung: Dezember 1997 Verkäufe: + 450.000     |
| 1998 | Live at Wembley Stadium Virgin Records (EMI)                                           | — | — | — | UK6 Platin · (64 Wo.)UK | US4 (27 Wo.)US | Erstveröffentlichung: 16. November 1998 Verkäufe: + 150.000 |
| 1999 | Spice Girls in America – A Tour Story Virgin Records (EMI)                             | — | — | — | UK4 (41 Wo.)UK | US14 (5 Wo.)US | Erstveröffentlichung: 7. Juni 1999                          |
| 2000 | Forever More Virgin Records (EMI)                                                      | — | — | — | UK14 (10 Wo.)UK | — | Erstveröffentlichung: 13. November 2000                     |

### Musikvideos
| Jahr | Titel                                        | Regisseur(e)      |
| ---- | -------------------------------------------- | ----------------- |
| 1996 | Wannabe                                      | Johan Camitz      |
| 1996 | Say You’ll Be There                          | Vaughan Arnell    |
| 1996 | 2 Become 1                                   | Big TV!           |
| 1997 | Mama                                         | Big TV!           |
| 1997 | Who Do You Think You Are (2 Versionen)       | Gregg Masuak      |
| 1997 | Spice Up Your Life                           | Marcus Nispel     |
| 1997 | Too Much                                     | Howard Greenhalgh |
| 1998 | Stop                                         | James Brown       |
| 1998 | (How Does It Feel to Be) On Top of the World |                   |
| 1998 | Viva Forever                                 | Steve Box         |
| 1998 | Goodbye                                      | Howard Greenhalgh |
| 2000 | Holler                                       | Jake Nava         |
| 2000 | Let Love Lead the Way                        | Gregg Masuak      |
| 2000 | If You Wanna Have Some Fun                   |                   |
| 2007 | Headlines (Friendship Never Ends)            | Anthony Mandler   |

## Sonderveröffentlichungen

### Alben
| Jahr | Titel Musiklabel                      | Anmerkungen                                                  |
| ---- | ------------------------------------- | ------------------------------------------------------------ |
| 2004 | Spice/Spiceworld Virgin Records (EMI) | Erstveröffentlichung: 27. April 2004 Teil der „2-in-1“-Reihe |

### Lieder
| Jahr | Titel Album                                                                      | Anmerkungen                                                                       |
| ---- | -------------------------------------------------------------------------------- | --------------------------------------------------------------------------------- |
| 1998 | Stop (Live) Pavarotti & Friends for the Children of Liberia                      | Erstveröffentlichung: 20. Oktober 1998                                            |
| 1998 | Viva Forever (Io ci saro) (Live) Pavarotti & Friends for the Children of Liberia | Erstveröffentlichung: 20. Oktober 1998 mit Luciano Pavarotti                      |
| 1999 | My Strongest Suit Elton John and Tim Rice’s Aida                                 | Erstveröffentlichung: 23. März 1999 Original: Amneris and the Women of the Palace |
| 2000 | Christmas Wrapping Now! The Christmas Album                                      | Erstveröffentlichung: 27. November 2000 Original: The Waitresses                  |
| 2000 | Sleigh Ride Now! The Christmas Album                                             | Erstveröffentlichung: 27. November 2000 Original: The Ronettes                    |

| Jahr | Titel Soundtrack zu                   | Anmerkungen                            |
| ---- | ------------------------------------- | -------------------------------------- |
| 1998 | Walk of Life Sabrina – Total Verhext! | Erstveröffentlichung: 27. Oktober 1998 |

## Promoveröffentlichungen
| Jahr | Titel Album                                      | Anmerkungen                                                              |
| ---- | ------------------------------------------------ | ------------------------------------------------------------------------ |
| 1996 | Sleigh Ride –                                    | Erstveröffentlichung: 1996 Original: The Ronettes                        |
| 1997 | Step to Me Spiceworld                            | Erstveröffentlichung: 28. Juli 1997                                      |
| 1997 | Move Over / Generationext (Live) Spiceworld      | Erstveröffentlichung: November 1997                                      |
| 1999 | My Strongest Suit Elton John and Tim Rice’s Aida | Erstveröffentlichung: 1999 Original: Amneris and the Women of the Palace |
| 2000 | Tell Me Why Forever                              | Erstveröffentlichung: November 2000                                      |
| 2000 | Weekend Love Forever                             | Erstveröffentlichung: 2000                                               |
| 2000 | If You Wanna Have Some Fun Forever               | Erstveröffentlichung: November 2000                                      |
| 2007 | Voodoo Greatest Hits                             | Erstveröffentlichung: 2007                                               |

## Statistik

### Chartauswertung
|                     | DE    | AT    | CH    | UK    | US    |
| ------------------- | ----- | ----- | ----- | ----- | ----- |
| Nummer-eins-Alben   | DE—DE | AT2AT | CH—CH | UK2UK | US1US |
| Top-10-Alben        | DE3DE | AT3AT | CH2CH | UK4UK | US2US |
| Alben in den Charts | DE4DE | AT4AT | CH4CH | UK4UK | US4US |

|                       | DE     | AT     | CH     | UK     | US    |
| --------------------- | ------ | ------ | ------ | ------ | ----- |
| Nummer-eins-Singles   | DE1DE  | AT1AT  | CH1CH  | UK9UK  | US1US |
| Top-10-Singles        | DE3DE  | AT5AT  | CH7CH  | UK11UK | US4US |
| Singles in den Charts | DE11DE | AT11AT | CH11CH | UK13UK | US7US |

|                          | DE    | AT    | CH    | UK    | US    |
| ------------------------ | ----- | ----- | ----- | ----- | ----- |
| Nummer-eins-Videoalben   | DE—DE | AT—AT | CH—CH | UK2UK | US1US |
| Top-10-Videoalben        | DE—DE | AT—AT | CH—CH | UK4UK | US3US |
| Videoalben in den Charts | DE—DE | AT—AT | CH—CH | UK5UK | US4US |

### Auszeichnungen für Musikverkäufe
| Land/RegionAuszeichnungen für Musikverkäufe (Land/Region, Auszeichnungen, Verkäufe, Quellen) | Silber     | Gold       | Platin         | Diamant     | Verkäufe     | Quellen                                                                        |
| -------------------------------------------------------------------------------------------- | ---------- | ---------- | -------------- | ----------- | ------------ | ------------------------------------------------------------------------------ |
| Argentinien (CAPIF)                                                                          | —          | —          | Platin1        | —           | 60.000       | Einzelnachweise                                                                |
| Australien (ARIA)                                                                            | —          | 4× Gold4   | 20× Platin20   | —           | 1.540.000    | aria.com.au                                                                    |
| Belgien (BRMA)                                                                               | —          | 7× Gold7   | 6× Platin6     | —           | 475.000      | ultratop.be                                                                    |
| Brasilien (PMB)                                                                              | —          | 2× Gold2   | 3× Platin3     | —           | 880.000      | pro-musicabr.org.br                                                            |
| Chile (IFPI)                                                                                 | —          | —          | 2× Platin2     | —           | 50.000       | Einzelnachweise                                                                |
| Dänemark (IFPI)                                                                              | —          | 2× Gold2   | 6× Platin6     | —           | 175.000      | ifpi.dk                                                                        |
| Deutschland (BVMI)                                                                           | —          | 4× Gold4   | 3× Platin3     | —           | 2.500.000    | musikindustrie.de                                                              |
| Europa (IFPI)                                                                                | —          | —          | 13× Platin13   | —           | (13.000.000) | ifpi.org (Memento vom 10. Oktober 2013 im Internet Archive)                    |
| Finnland (IFPI)                                                                              | —          | —          | 3× Platin3     | —           | 178.482      | ifpi.fi                                                                        |
| Frankreich (SNEP)                                                                            | 4× Silber4 | 4× Gold4   | 2× Platin2     | 3× Diamant3 | 4.300.000    | infodisc.fr snepmusique.com                                                    |
| Hongkong (IFPI/HKRIA)                                                                        | —          | —          | 3× Platin3     | —           | 60.000       | ifpihk.org                                                                     |
| Indien (IMI)                                                                                 | —          | —          | Platin1        | —           | 50.000       | Einzelnachweise                                                                |
| Indonesien (ASIRI)                                                                           | —          | —          | Platin1        | —           | 50.000       | Einzelnachweise                                                                |
| Irland (IRMA)                                                                                | —          | —          | 10× Platin10   | —           | 150.000      | irishcharts.ie                                                                 |
| Island (IFPI)                                                                                | —          | Gold1      | —              | —           | 5.000        | Einzelnachweise                                                                |
| Israel (IFPI)                                                                                | —          | —          | Platin1        | —           | 40.000       | Einzelnachweise                                                                |
| Italien (FIMI)                                                                               | —          | —          | 6× Platin6     | —           | 550.000      | fimi.it                                                                        |
| Japan (RIAJ)                                                                                 | —          | 2× Gold2   | 6× Platin6     | —           | 1.350.000    | riaj.or.jp JP2                                                                 |
| Kanada (MC)                                                                                  | —          | Gold1      | 12× Platin12   | 2× Diamant2 | 2.530.000    | musiccanada.com                                                                |
| Kolumbien (ASINCOL)                                                                          | —          | —          | Platin1        | —           | 50.000       | Einzelnachweise                                                                |
| Malaysia (RIM)                                                                               | —          | —          | 3× Platin3     | —           | 150.000      | Einzelnachweise                                                                |
| Mexiko (AMPROFON)                                                                            | —          | Gold1      | Platin1        | —           | 350.000      | amprofon.com.mx                                                                |
| Neuseeland (RMNZ)                                                                            | —          | 6× Gold6   | 22× Platin22   | —           | 390.000      | aotearoamusiccharts.co.nz [radioscope.co.nz/2024/00/00/album-cert-search/ NZ2] |
| Niederlande (NVPI)                                                                           | —          | 4× Gold4   | 4× Platin4     | —           | 570.000      | nvpi.nl                                                                        |
| Norwegen (IFPI)                                                                              | —          | 2× Gold2   | 4× Platin4     | —           | 190.000      | ifpi.no                                                                        |
| Österreich (IFPI)                                                                            | —          | Gold1      | 2× Platin2     | —           | 125.000      | ifpi.at                                                                        |
| Philippinen (PARI)                                                                           | —          | —          | 4× Platin4     | —           | 160.000      | Einzelnachweise                                                                |
| Polen (ZPAV)                                                                                 | —          | —          | 4× Platin4     | —           | 400.000      | olis.pl                                                                        |
| Portugal (AFP)                                                                               | —          | —          | 2× Platin2     | —           | 80.000       | Einzelnachweise                                                                |
| Schweden (IFPI)                                                                              | —          | 4× Gold4   | 5× Platin5     | —           | 410.000      | sverigetopplistan.se                                                           |
| Schweiz (IFPI)                                                                               | —          | 2× Gold2   | 5× Platin5     | —           | 300.000      | hitparade.ch                                                                   |
| Singapur (RIAS)                                                                              | —          | —          | 4× Platin4     | —           | 60.000       | Einzelnachweise                                                                |
| Spanien (Promusicae)                                                                         | —          | —          | 14× Platin14   | —           | 1.360.000    | elportaldemusica.es                                                            |
| Südafrika (RISA)                                                                             | —          | —          | Platin1        | —           | 50.000       | Einzelnachweise                                                                |
| Südkorea (KMCA)                                                                              | —          | —          | 2× Platin2     | —           | 60.000       | Einzelnachweise                                                                |
| Taiwan (RIT)                                                                                 | —          | —          | 4× Platin4     | —           | 200.000      | Einzelnachweise                                                                |
| Thailand (TECA)                                                                              | —          | —          | 4× Platin4     | —           | 200.000      | Einzelnachweise                                                                |
| Tschechien (IFPI)                                                                            | —          | —          | Platin1        | —           | 50.000       | Einzelnachweise                                                                |
| Türkei (Mü-YAP)                                                                              | —          | —          | Platin1        | —           | 40.000       | Einzelnachweise                                                                |
| Ungarn (MAHASZ)                                                                              | —          | Gold1      | —              | —           | 50.000       | Einzelnachweise                                                                |
| Venezuela (APFV)                                                                             | —          | —          | Platin1        | —           | 20.000       | Einzelnachweise                                                                |
| Vereinigte Staaten (RIAA)                                                                    | —          | 4× Gold4   | 14× Platin14   | —           | 16.000.000   | riaa.com                                                                       |
| Vereinigtes Königreich (BPI)                                                                 | Silber1    | —          | 52× Platin52   | —           | 16.704.000   | bpi.co.uk                                                                      |
| Insgesamt                                                                                    | 5× Silber5 | 52× Gold52 | 254× Platin254 | 5× Diamant5 |              |                                                                                |